# Hildegard Michaelis (Künstlerin)
Hildegard Michaelis (* 17. November 1900 in Erfurt; † 8. Juli 1982 in Simiane-Collongue) war eine katholische Klostergründerin und Künstlerin.

## Leben und Werk

### Jugend, Kunststudium, Konversion
Hildegard Michaelis war die Tochter eines Blumenhändlers. Die Familie war protestantisch. Mit 17 erlebte sie Heimkehr und Tod ihres in Verdun verwundeten und verunstalteten Bruders. Als der Vater ihren Wunsch nach Studium in der Kunstakademie Weimar abschlug und ein Handelsstudium verlangte, beschloss sie, in die Vereinigten Staaten auszuwandern. In Hamburg verpasste sie das Schiff und begann 1924 ein Studium an der Staatlichen Kunstgewerbeschule am Lerchenfeld (heute: Hochschule für bildende Künste Hamburg), wo sie das Brettchenweben erlernte, aber keinen Abschluss machte. Sie kam mit dem Bauhaus in Berührung. In der Lüneburger Heide lernte sie das Klosterleben kennen und konvertierte 1927 zum Katholizismus. Für den päpstlichen Nuntius Pacelli (später Papst Pius XII.) wob sie ein Messgewand. Durch Ausstellungen ihrer Werke in Utrecht, Amsterdam und im Haag kam sie 1928 nach Holland und blieb bis 1935 in Amsterdam. Künstlerisch arbeitete sie für die Ausstattung der Obrechtkerk in Amsterdam und der Sint-Antonius Abtkerk in Rotterdam. Gleichzeitig sammelte sie arme junge Frauen um sich mit der Absicht der Sinngebung durch Werkkunst.

### Klostergründungen in Holland, in der Schweiz und in Frankreich
Ihr Wunsch, in eine Benediktinerinnenabtei in Südholland einzutreten, scheiterte an der vom Kloster geforderten Mitgiftsumme. Daraufhin beschloss sie die Gründung eines eigenen Klosters in Egmond aan den Hoef (unweit des Klosters Egmond in Egmond-Binnen) im Bistum Haarlem, das sie Sankt Lioba-Kloster nannte (nach Lioba von Tauberbischofsheim). Das Kloster, das nicht zu verwechseln ist mit dem von Maria Föhrenbach 1927 in Freiburg-Günterstal gegründeten St. Lioba-Kloster, unterhielt sich durch kunsthandwerkliche Arbeit, wurde 1936 zum Priorat und 1952 (nach der kirchlichen Genehmigung) zur Abtei erhoben. Die Kongregation der Sorores Benedictinae Sanctae Liobae Egmundensis gewann in den sechziger Jahren die Besonderheit, Nonnen und Mönche (in getrennten Gemeinschaften) zu versammeln. Sie gründete zwei Tochterklöster, die inzwischen selbständig sind, 1958 in Orselina (unweit Locarno) das Monasterium Orsa Minore (ab 1992 selbständig unter dem Namen Sanctae Hildegardis) und 1966 in Simiane-Collongue (530, chemin des Mérentiers) die Abbaye de Sainte-Lioba. Dazwischen wurde 1963 in Straßburg ein Haus für das Theologiestudium eingerichtet.

### Künstlertum und Tod
Hildegard Michaelis, die ab 1966 halbseitig gelähmt war und nur noch mit der linken Hand malen konnte, bewahrte sich bis zu ihrem Tod 1982 eine rege künstlerische Kreativität. Sie hinterließ drei in ihrer Art einzige Klöster, die das benediktinische „labora“ (arbeite!) vor allem künstlerisch deuten.